# Liste der olympischen Medaillengewinner aus Uruguay
Das Nationale Olympische Komitee Uruguays (Comité Olímpico Uruguayo) wurde 1923 gegründet und im selben Jahr vom Internationalen Olympischen Komitee (IOC) anerkannt. Uruguay nahm erstmals 1924 an Olympischen Spielen teil. Das Land schickte anschließend Sportler zu allen Olympischen Sommerspielen, boykottierte aber wie viele andere westliche Staaten die Olympischen Sommerspiele 1980 in Moskau. Bei Olympischen Winterspielen hat Uruguay nur einmal, 1998 in Nagano, teilgenommen.

## Medaillenbilanz
Uruguay konnte bei Olympischen Sommerspielen zehn Medaillen gewinnen, davon zwei Goldmedaillen im olympischen Fußballturnier. Die Bilanz insgesamt verzeichnet zwei Gold-, zwei Silber-, sechs Bronzemedaillen. Bei Winterspielen ging man bisher leer aus. Keine Frau aus Uruguay konnte bislang eine olympische Medaille erringen.
| Uruguay bei den Olympischen Sommerspielen                                       | Uruguay bei den Olympischen Sommerspielen | Uruguay bei den Olympischen Sommerspielen | Uruguay bei den Olympischen Sommerspielen | Uruguay bei den Olympischen Sommerspielen | Uruguay bei den Olympischen Sommerspielen |      | Uruguay bei den Olympischen Winterspielen | Uruguay bei den Olympischen Winterspielen | Uruguay bei den Olympischen Winterspielen | Uruguay bei den Olympischen Winterspielen | Uruguay bei den Olympischen Winterspielen | Uruguay bei den Olympischen Winterspielen |
| Jahr                                                                            | Gold                                      | Silber                                    | Bronze                                    | Gesamt                                    | Rang                                      | Jahr | Gold                                      | Silber                                    | Bronze                                    | Gesamt                                    | Rang                                      |                                           |
| 1924                                                                            | 1                                         | 0                                         | 0                                         | 1                                         | 19                                        |      | 1924                                      | –                                         | –                                         | –                                         | –                                         | –                                         |
| 1928                                                                            | 1                                         | 0                                         | 0                                         | 1                                         | 24                                        |      | 1928                                      | –                                         | –                                         | –                                         | –                                         | –                                         |
| 1932                                                                            | 0                                         | 0                                         | 1                                         | 1                                         | 26                                        |      | 1932                                      | –                                         | –                                         | –                                         | –                                         | –                                         |
| 1936                                                                            | 0                                         | 0                                         | 0                                         | 0                                         |                                           |      | 1936                                      | –                                         | –                                         | –                                         | –                                         | –                                         |
| 1948                                                                            | 0                                         | 1                                         | 1                                         | 2                                         | 26                                        |      | 1948                                      | –                                         | –                                         | –                                         | –                                         | –                                         |
| 1952                                                                            | 0                                         | 0                                         | 2                                         | 2                                         | 37                                        |      | 1952                                      | –                                         | –                                         | –                                         | –                                         | –                                         |
| 1956                                                                            | 0                                         | 0                                         | 1                                         | 1                                         | 35                                        |      | 1956                                      | –                                         | –                                         | –                                         | –                                         | –                                         |
| 1960                                                                            | 0                                         | 0                                         | 0                                         | 0                                         |                                           |      | 1960                                      | –                                         | –                                         | –                                         | –                                         | –                                         |
| 1964                                                                            | 0                                         | 0                                         | 1                                         | 1                                         | 35                                        |      | 1964                                      | –                                         | –                                         | –                                         | –                                         | –                                         |
| 1968                                                                            | 0                                         | 0                                         | 0                                         | 0                                         |                                           |      | 1968                                      | –                                         | –                                         | –                                         | –                                         | –                                         |
| 1972                                                                            | 0                                         | 0                                         | 0                                         | 0                                         |                                           |      | 1972                                      | –                                         | –                                         | –                                         | –                                         | –                                         |
| 1976                                                                            | 0                                         | 0                                         | 0                                         | 0                                         |                                           |      | 1976                                      | –                                         | –                                         | –                                         | –                                         | –                                         |
| 1980                                                                            | –                                         | –                                         | –                                         | –                                         | –                                         |      | 1980                                      | –                                         | –                                         | –                                         | –                                         | –                                         |
| 1984                                                                            | 0                                         | 0                                         | 0                                         | 0                                         |                                           |      | 1984                                      | –                                         | –                                         | –                                         | –                                         | –                                         |
| 1988                                                                            | 0                                         | 0                                         | 0                                         | 0                                         |                                           |      | 1988                                      | –                                         | –                                         | –                                         | –                                         | –                                         |
| 1992                                                                            | 0                                         | 0                                         | 0                                         | 0                                         |                                           |      | 1992                                      | –                                         | –                                         | –                                         | –                                         | –                                         |
| 1996                                                                            | 0                                         | 0                                         | 0                                         | 0                                         |                                           |      | 1994                                      | –                                         | –                                         | –                                         | –                                         | –                                         |
| 2000                                                                            | 0                                         | 1                                         | 0                                         | 1                                         | 64                                        |      | 1998                                      | 0                                         | 0                                         | 0                                         | 0                                         |                                           |
| 2004                                                                            | 0                                         | 0                                         | 0                                         | 0                                         |                                           |      | 2002                                      | –                                         | –                                         | –                                         | –                                         | –                                         |
| 2008                                                                            | 0                                         | 0                                         | 0                                         | 0                                         |                                           |      | 2006                                      | –                                         | –                                         | –                                         | –                                         | –                                         |
| 2012                                                                            | 0                                         | 0                                         | 0                                         | 0                                         |                                           |      | 2010                                      | –                                         | –                                         | –                                         | –                                         | –                                         |
| 2016                                                                            | 0                                         | 0                                         | 0                                         | 0                                         |                                           |      | 2014                                      | –                                         | –                                         | –                                         | –                                         | –                                         |
| 2020                                                                            | 0                                         | 0                                         | 0                                         | 0                                         |                                           |      | 2018                                      | –                                         | –                                         | –                                         | –                                         | –                                         |
| 2024                                                                            | 0                                         | 0                                         | 0                                         | 0                                         |                                           |      | 2022                                      | –                                         | –                                         | –                                         | –                                         | –                                         |
| Gesamt                                                                          | 2                                         | 2                                         | 6                                         | 10                                        |                                           |      | Gesamt                                    | 0                                         | 0                                         | 0                                         | 0                                         |                                           |
| \| \| Gold \| Silber \| Bronze \| Gesamt \| \| Ges. S+W \| 2 \| 2 \| 6 \| 10 \| |                                           |                                           |                                           |                                           |                                           |      |                                           |                                           |                                           |                                           |                                           |                                           |
|                                                                                 | Gold                                      | Silber                                    | Bronze                                    | Gesamt                                    |                                           |      |                                           |                                           |                                           |                                           |                                           |                                           |
| Ges. S+W                                                                        | 2                                         | 2                                         | 6                                         | 10                                        |                                           |      |                                           |                                           |                                           |                                           |                                           |                                           |

## Medaillengewinner

### B
- Nationalmannschaft – Basketball (0-0-2)
Helsinki 1952: Bronze, Männer
Melbourne 1956: Bronze, Männer

### D
- Guillermo Douglas – Rudern (0-0-1)
Los Angeles 1932: Bronze, Einer, Männer

### F
- Nationalmannschaft – Fußball (2-0-0)
Paris 1924: Gold, Männer
Amsterdam 1928: Gold, Männer

### J
- William Jones – Rudern (0-0-1)
London 1948: Bronze, Zweier, Männer

### R
- Eduardo Risso – Rudern (0-1-0)
London 1948: Silber, Einer, Männer
- Juan Rodríguez – Rudern (0-0-2)
London 1948: Bronze, Zweier, Männer
Helsinki 1952: Bronze, Zweier, Männer
- Washington Rodríguez – Boxen (0-0-1)
Tokio 1964: Bronze, Bantamgewicht, Männer

### S
- Miguel Seijas – Rudern (0-0-1)
Helsinki 1952: Bronze, Zweier, Männer

### W
- Milton Wynants – Radsport (0-1-0)
Sydney 2000: Silber, Punktefahren, Männer